# Кангто
Кангто, Канггардо (англ. Kangto, Kanggardo Rize,  тиб.: གངས་དཀར་རྡོ་རི་རྩེ, кит.: 康格多峰) — гора в восточной части Гималаев, расположенная в индийском штате Аруначал-Прадеш и граничащая с Тибетским автономным районом Китая. Регион, в котором расположена Кангто, принадлежит округу Западный Каменг. С китайской стороны она находится в уезде Цона городского округа Шаньнань.
Является самой высокой точкой штата Аруначал-Прадеш. Недалёко от неё расположен исток реки Пачук, одного из главных притоков реки Каменг.
24 марта 1988 года вершина покорилась двум японцам Такафуми Миядзаки и Косукэ Такано, учащимся Университета Досися (Киото, Япония). Спустя два дня к ним примкнула основная группа экспедиции, которая прежде отстала.
21 октября 2017 года совместная экспедиционная группа ITBP и Индийского фонда альпинизма создала базовый лагерь на высоте 9920 футов (3024 метра). Все предыдущие попытки были безуспешными.